# Мегюль, Этьенн
Этье́нн Никола́ Мегю́ль, правильнее Мею́ль (фр. Étienne-Nicolas Méhul; 22 июня 1763 — 18 октября 1817, Париж) — французский композитор, тесно связанный с Великой Французской революцией. Автор ряда опер и широко известной «Походной песни».

## Биография
Сын виноторговца (по другим данным трактирщика). Начинал учиться музыке у местного органиста, после смерти которого в 10 лет стал исполнять обязанности органиста при церкви францисканцев в родном городе.
Профессиональное образование получил в Париже на рубеже 1770—1780-х гг. под руководством Жана Фредерика Эдельмана. С 1783 года публиковал собственные фортепианные пьесы, в 1790 году увидела свет первая опера Мегюля «Эфросина и Корадина», которая была поставлена в Итальянском театре, что сделало его известным композитором.
В дальнейшем его творческая карьера была связана преимущественно с оперной сценой, хотя популярность Мегюля была выше в последнее десятилетие XVIII века, а затем пошла на убыль. Мегюлю принадлежит заслуга дальнейшего развития комической оперы — он заменил героическую и мифологическую сюжетику просто человеческой драмой. В общей сложности Мегюлю принадлежит более 40 опер, три балета, а также шесть симфоний и различная инструментальная музыка. Последнее драматическое произведение Мегюля — «Валентина Миланская», комическая опера в трёх действиях, — осталась незавершённой и была поставлена в театре Опера-Комик лишь через пять лет после смерти автора в 1822 году. 
Наряду с Госсеком считался композитором Революции. Известностью пользуется написанная им на слова Жозефа Шенье в 1794 году «Походная песня», которая была даже прозвана сестрой «Марсельезы».
Мегюль — один из организаторов Национального музыкального института в Париже. В 1795 году, когда институт был преобразован в Музыкальную консерваторию (фр. Conservatoire de musique), Мегюль первым был назначен на пост инспектора преподавания (фактически содиректора) — пост, который вместе с ним занимали Госсек, Гретри, Лесюёр и Керубини. С этого времени он принимал деятельное участие во всех работах новой школы и преподавании, в проведении национальных празднеств. Самым известным его учеником был Фердинан Герольд.
Мегюль страстно увлекался цветами, благодаря чему стал известен профессиональным садоводам, которые прозвали его «сумасшедшим тюльпанистом»: цветение тюльпанов «было для его глаз тем же, чем музыка Моцарта и Глюка для его слуха».
Умер Мегюль 18 октября 1817 года в Париже от болезни лёгких; похоронен на парижском кладбище Пер-Лашез.

## Сочинения
- 1790 — Опера «Евфрозина» (на либретто Франсуа Бенуа Гофмана)
- 1792 — Опера «Стратоника» (на либретто Гофмана)
- 1799 — Опера «Ариодант» (на либретто Гофмана)
- 1807, Театр Фейдо — «Иосиф в Египте[англ.]», опера на либретто Александра Дюваля